# دراجة كهربائية

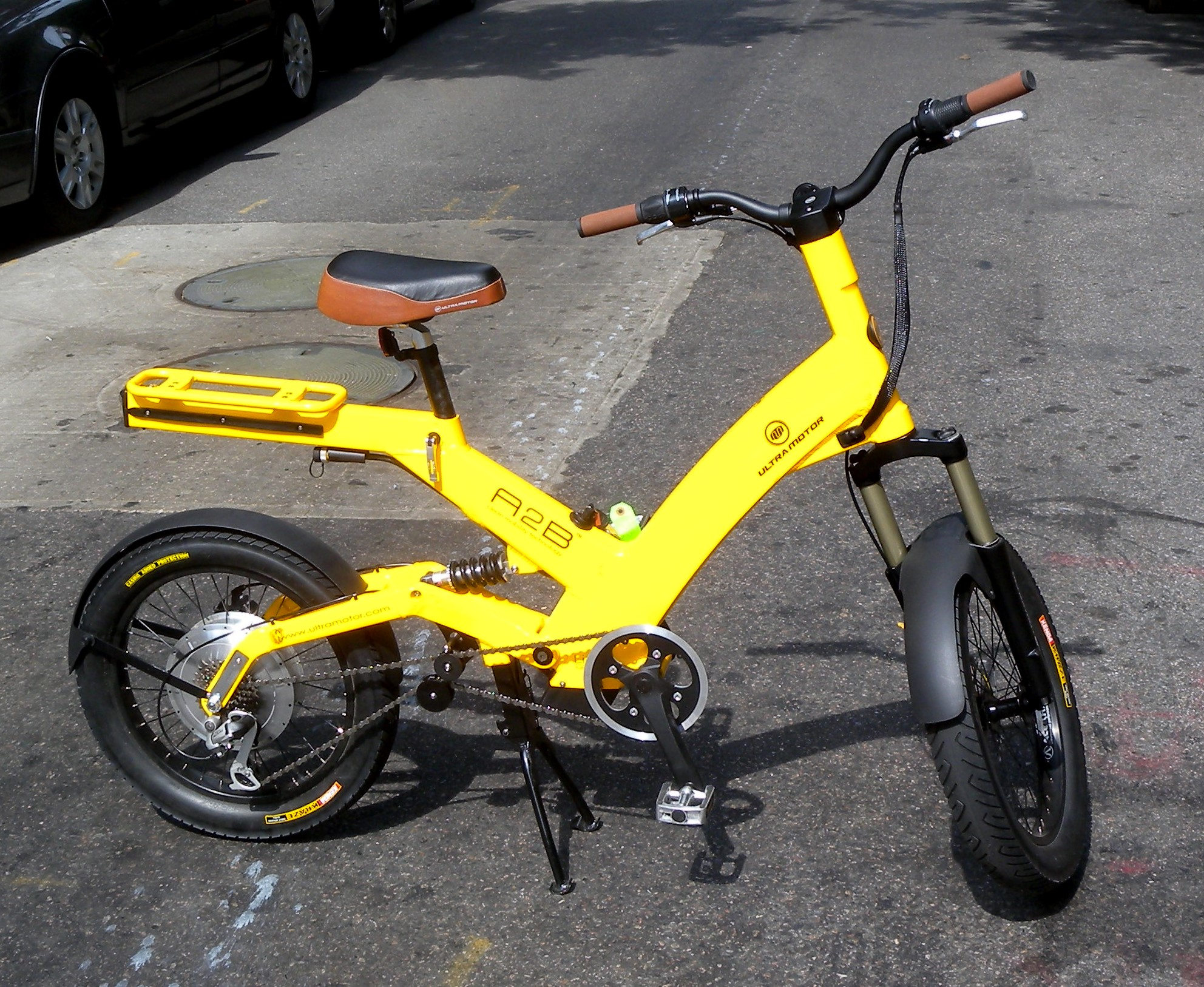
دراجة صغيرة نصبت عليها الدراجة الكهربائية

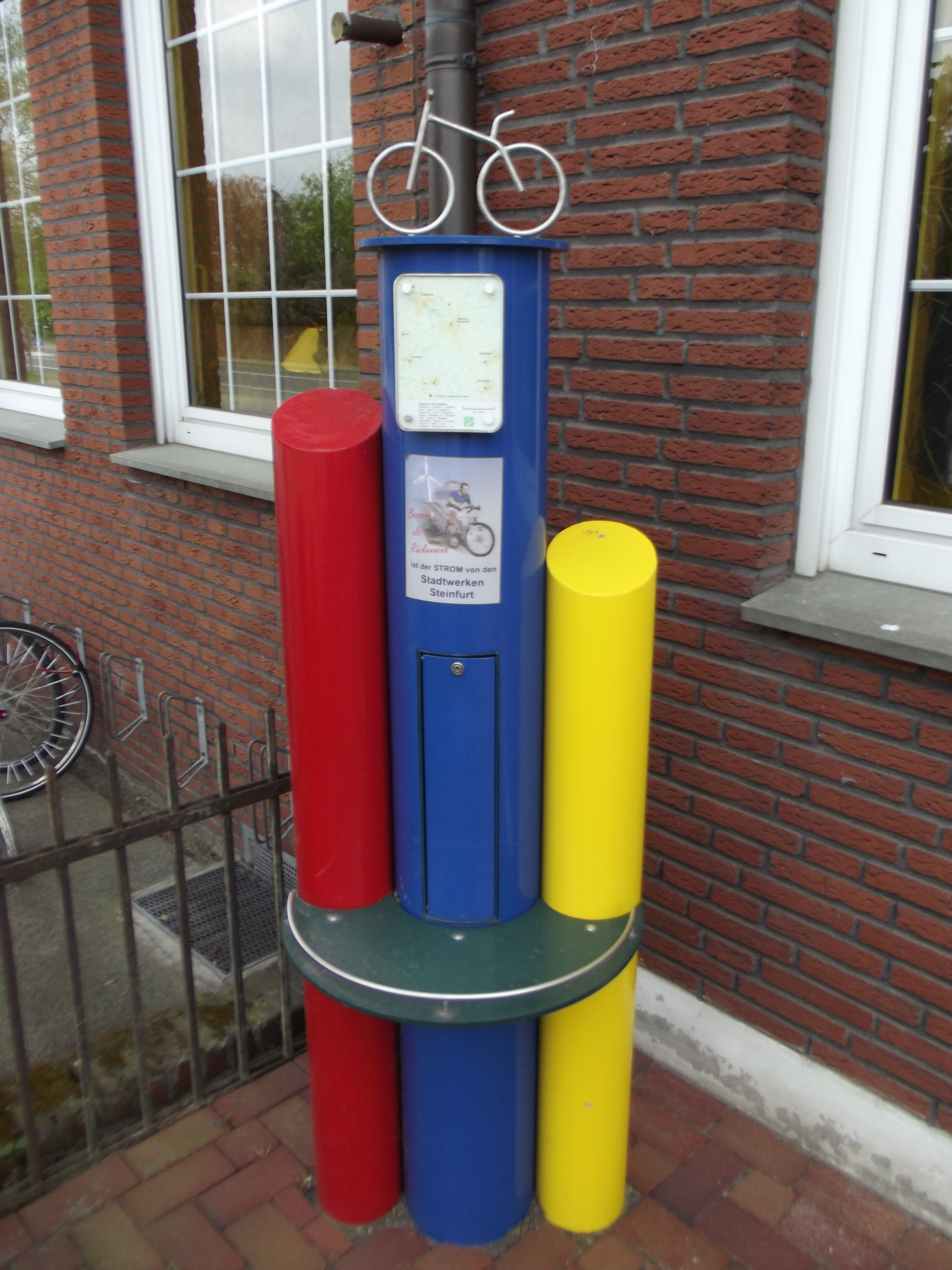
محطة شحن الدراجات الكهربائية، ألمانيا

اَلدَّرَّاجَةُ اَلْكَهْرَبَائِيَّةُ هي دَّرَّاجة بمحرك كهربائي متكامل لدفع الدَّرَّاجة. هناك مجموعات (فئات) كبيرة ومتنوعة من الدَّرَّاجات الكهربائية المتاحة في جميع أنحاء العالم، من الدَّرَّاجات الكهربائية التي ليس لها سوى محرك صغير لمساعدة دواسة السائقين إلى الدَّرَّاجات الكهربائية السريعة التي تشبه الدَّرَّاجات النارية الصغيرة في الوظيفة، ومع ذلك، تحتفظ بالقدرة على أن تُدار الدواسة من قبل الراكب وبالتالي فهي دراجة هوائية وكهربائية في آن واحد.
تستخدم الدَّرَّاجات الكهربائية بطاريات قابلة للشحن كمصدر للتغذية(تشغيل المحرِّك وباقى الملحقات) وتقطع عادةً مسافات تتراوح من 25 حتى 32 كم/س. ويمكن للفئات (الدَّرَّاجات) ذات القدرة العالية قطع أكثر من 45 كم/س.
في بعض الأسواق مثل ألمانيا اعتبارًا من العام 2013، اكتسبت الدَّرَّاجات الكهربائية شعبيةً وأخذت جزءاً من حصةِ السوق من الدراجات التقليدية (الهوائية)
بينما في دولٍ أخرى، مثل الصين اعتبارًا من العام 2010، فإنَّهم يستبدلون الدراجات البخارية التي تعمل بالوقود الأُحْفُورِيّ والدراجات البخارية الصغيرة.
وحسب القوانين المحلية فإن الدَّرَّاجات الكهربائية تصنف قانونيًا على أنها دراجات ليست بخارية أو دراجات نارية صغيرة (Moped).هذا يعفيهم من القوانين اَلصَّارِمَة المتعلقة بإصدار الشهادات وتشغيل الدَّرَّاجات ذات الإمكانيات العليا والتي غالبًا ما تصنف على أنها دراجات نارية كهربائية.
يمكن أيضًا تعريف الدراجات الكهربائية بشكل منفصل ومعاملتها بموجب قوانين مختلفة للدَّرَّاجات الكهربائية.
تعتبر الدَّرَّاجات الكهربائية فئة فرعية من الدراجات الآلية (:الدَّرَّاجاتِ ذاتِ محركٍ دون تحديد طبيعة المحرك )، والتي تم استخدامها منذ أواخر القرن التاسع عشر.بعض تستخدمها أنظمة تقاسم ركوب الدَّرَّاجات.

## وضعيات قانونية
| الدولة/الاختصاص  | نوع الدراجة الكهربائية           | السرعة القصوى، كم/س | ميل في الساعة | الواط الاقصى | الوزن الاقصى، كلغ | العمر الاقصى | مطلوب لوحات | يسمح على مسارات الدراجات | المرجع |
| ---------------- | -------------------------------- | ------------------- | ------------- | ------------ | ----------------- | ------------ | ----------- | ------------------------ | ------ |
| أستراليا         | دواس كهربائي                     | 25                  | 15.5          | 250          | لا شيء            | لا شيء       | لا          | نعم                      |        |
| أستراليا         | مغير سرعة                        | لا شيء              | لا شيء        | 200          | لا شيء            | لا شيء       | لا          | نعم                      |        |
| كندا             | مغير سرعة                        | 32                  | 20            | 500          | لا شيء            | متنوع        | لا          | غير معروف                |        |
| الصين            | غير معروف                        | 30                  | 18.5          | لا شيء       | 20                | لا شيء       | لا          | نعم                      | (***)  |
| الاتحاد الأوروبي | دواس كهربائي                     | 27.5                | 17.1          | 250          | لا شيء            | لا شيء       | لا          | نعم                      | [ 1 ]  |
| فنلندا           | دواس كهربائي                     | 25                  | 15.5          | 250          | لا شيء            | لا شيء       | لا          | نعم                      |        |
| هنغ كنغ          | غير مسموح                        | –                   | –             | –            | –                 | –            | –           | –                        | (**)   |
| إسرائيل          | دواس كهربائي                     | 25                  | 15.5          | 250          | 30                | 14           | لا          | نعم                      |        |
| نيوزيلاند        | دواس كهربائي                     | لا شيء              | لا شيء        | 300          | لا شيء            | لا شيء       | لا          | نعم                      |        |
| النرويج          | دواس كهربائي                     | 27.5                | 17.1          | 250          | لا شيء            | لا شيء       | لا          | نعم                      |        |
| النرويج          | دواس كهربائي سريع                | 45                  | 28            | 500          | لا شيء            | لا شيء       | نعم         | لا                       | (*)    |
| السويد           | دواس كهربائي                     | 27.5                | 17.1          | 250          | لا شيء            | لا شيء       | لا          | نعم                      |        |
| المملكة المتحدة  | مغير سرعة                        | 24.1                | 15            | 200          | 40                | 14           | لا          | نعم                      | [ 4 ]  |
| المملكة المتحدة  | مغير سرعة مجرور او ثلاثي العجلات | 24.1                | 15            | 250          | 60                | 14           | لا          | نعم                      |        |
| الولايات المتحدة | مغير سرعة                        | 32                  | 20            | 750          | لا شيء            | لا شيء       | لا          | متنوع                    | (***)  |

(*) يسمح على مسارات الدراجة عندما يتم إطفاء الأنظمة الكهربائية
(**) الدراجات الكهربائية غير مسموح بها في هذه المنطقة
(***) بعض المناطق لديها لوائح خاصة